# Merial (entreprise)
Pour les articles homonymes, voir Mérial (homonymie).
Merial est un leader mondial en santé animale proposant une gamme complète de médicaments vétérinaires et de vaccins destinés à un grand nombre d’espèces animales.
Son plus grand succès commercial est l'anti-parasitaire Frontline, anti-puces pour les animaux de compagnie.
Merial fut initialement une coentreprise à parts égales entre le laboratoire américain Merck & Co. et le français Sanofi-Aventis. La société allemande Boerhinger Ingelheim a acquis Merial en janvier 2017. 

## Histoire
En 1983, naissance de Rhône Mérieux, issu de la fusion des activités vétérinaires du groupe Rhône-Poulenc : Institut Mérieux, Institut de Sérothérapie de Toulouse, Specia et Laboratoire Roger Bellon.
En août 1997, création de Merial, fusion de Rhône Mérieux et de MSD AgVet, numéro 1 mondial de la santé animale et filiale de Merck & Co.. La fusion a été racontée par Louis Champel, président de Rhône Mérieux puis directeur général de Merial, dans Projet Python ou comment devenir n°1 mondial (2002).
En septembre 2009, Merial devient filiale à 100 % de Sanofi-Aventis, à la suite du retrait de Merck & Co.. Merck devient propriétaire de la nouvelle entité santé vétérinaire Intervet/Schering Plough basée à Boxmeer aux Pays-Bas.
En septembre 2011, le siège mondial est déplacé au siège européen à Lyon dans le 7e arrondissement après son départ de Duluth, Géorgie, siège des activités américaines de Merial.
Le 1er janvier 2017, Sanofi cède Merial à Boehringer Ingelheim. En décembre 2018, le laboratoire allemand annonce qu'il va supprimer 327 postes en France sur un total de 2.800 salarié

## Sites de Merial
| - Athens (1989) (État de Géorgie aux États-Unis), a développé le premier vaccin génétiquement modifié pour le marché. - Berlin (Maryland) et Raleigh (Caroline du Nord) - Saint-Herblon (ex.Coophavet) (1972), - Gainesville (1971) (État de Géorgie) - Lelystad - Lentilly (1976) - Gerland, Lyon (1947) - Barceloneta, Porto Rico (2015) | - Porte des Alpes, Lyon (1996) - Montevideo (1962) - Nanchang (1990) - Nanjing (1998) - Noventa - Paulinia (1972) - Pirbright (1963) - Toulouse (1905) |

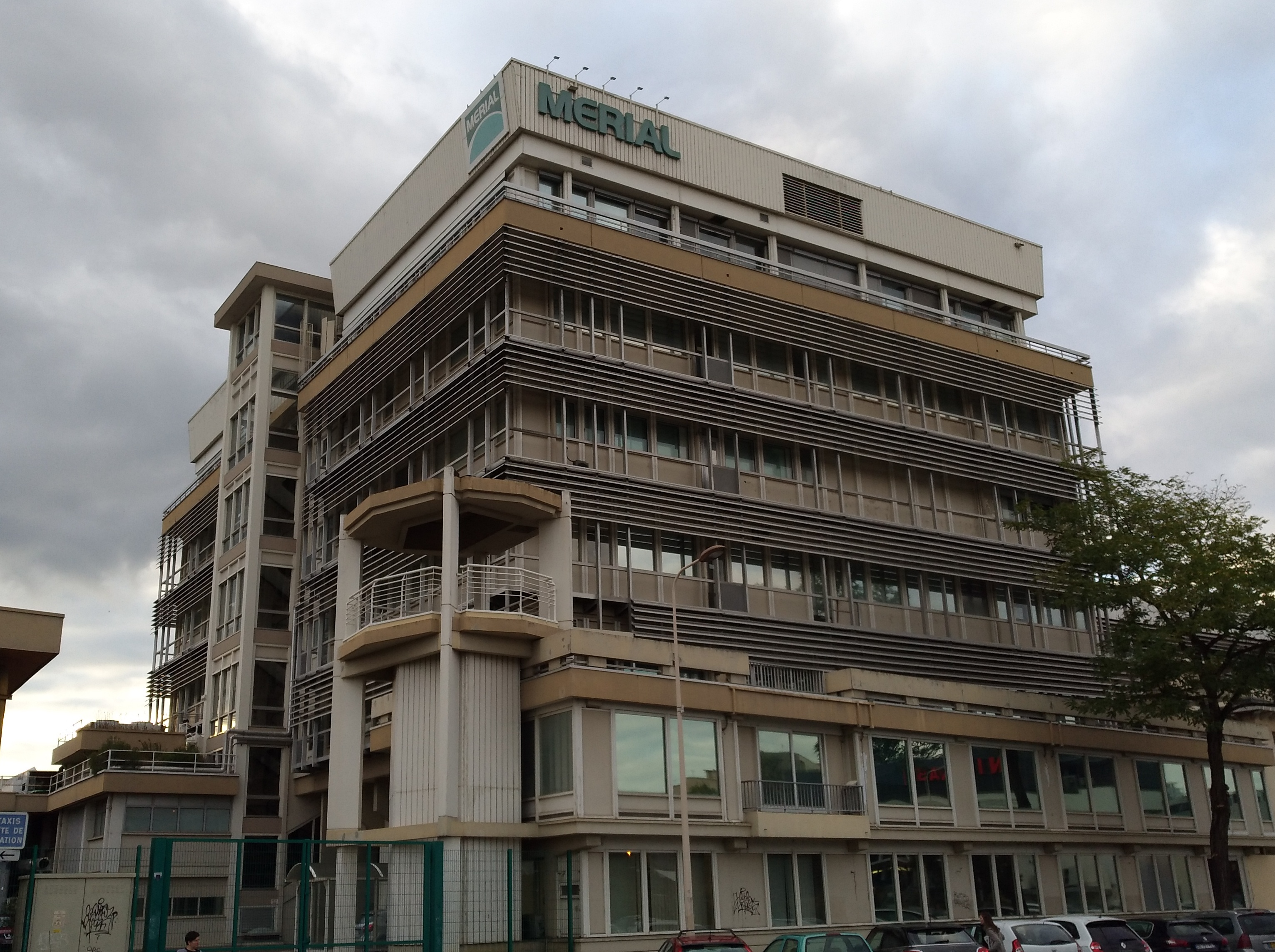
Bâtiment du siège social de Merial, à Lyon.